# Stefan Okrzeja
Stefan Aleksander Okrzeja (* 3. April 1886 in Dębe Wielkie, Regierungsbezirk Mińsk; † 21. Juli 1905 in Warschau) war ein polnischer Arbeiter, Sozialist und Vorkämpfer für Polens Unabhängigkeit. 

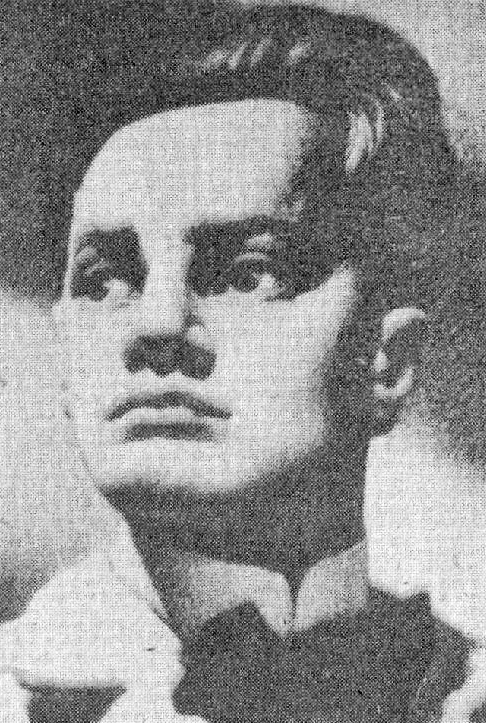
Stefan Okrzeja

## Frühe Jahre und Tätigkeit
Stefan Okrzeja war Sohn eines Eisenbahn-Streckeninspektors. Er arbeitete als Maler, dann als Eisenwerker in mehreren Fabriken in Warschau. Er schloss sich der illegalen Polnischen Sozialistischen Partei (PPS) 1904 an und wurde bald Mitglied ihres Warschauer Komitees. Er nahm an vielen antizaristischen Demonstrationen teil. Während der berühmten Demonstration auf dem Grzybowski-Platz am 13. November 1904 war er einer derjenigen, der das rote Banner trug. Er wurde eine Schlüsselfigur der Kampforganisation seiner Partei. Die Warschauer Kampfeinheit war verantwortlich für den Schutz der Arbeiterversammlungen und Demonstrationen und organisierte Angriffe auf russische Polizeibeamte oder höhere Offiziere. Okrzeja zeichnete sich in vielen Kampfaktionen als Anführer einer Gruppe von zehn Kämpfern aus.

## Letzte Aktion, Verurteilung und Hinrichtung
Am 26. März 1905 unternahm Okrzeja den Versuch, einen Polizeibeamten zu ermorden. Er warf eine Granate in die Polizeiwache auf der Wileńska-Straße im Stadtteil Praga von Warschau. Die Explosion zerstörte die Wache, aber Okrzeja hielt sich innerhalb der Reichweite auf. Schwer verletzt und unfähig zu fliehen, wurde er verhaftet und in den berüchtigten X. Pavillon der Zitadelle Warschau gesperrt. Nach den Tatsachen war er auf frischer Tat ertappt worden. Die Gerichtsverhandlung vor einem Bezirksgericht war sehr kurz, trotz der leidenschaftlichen Verteidigung durch Stanisław Patek. Okrzeja wurde zum Tode verurteilt und bald danach am 21. Juli 1905 hingerichtet.

## Vermächtnis
Durch seine Taten und sein Opfer wurde Stefan Okrzeja ein Held der Polnischen Sozialistischen Partei und eine herausragende Figur im Kampf um ein unabhängiges Polen und für die Rechte der Arbeiter. Der Schriftsteller Gustaw Daniłowski schrieb eine Kurzgeschichte über sein Leben, zuerst im Untergrund durch die Druckerei der PPS veröffentlicht. Als Polen 1918 seine Unabhängigkeit wiedererlangte, wurde Okrzeja in einem Pantheon der Nationalhelden aufgenommen. Die 28. Infanterie-Division der polnischen Armee und eine Straße in Praga, unweit des Ortes seiner letzten Kampfhandlung, wurden nach ihm benannt.

## Rezeption
In dem Zeitraum von 1951 bis 1967 hatte die Reederei Polish Ocean Lines das kombinierte Fracht- und Fahrgastmotorschiff MS „Stefan Okrzeja“, Heimathafen Gdynia, in Dienst gestellt.